# Цмин запашний
{{#ifeq:0|0|{{#if:Helichrysum graveolens|{{#if:|[[]}}|[[]]}}}}
Цмин запашний (Helichrysum graveolens) — вид рослин із родини айстрових (Asteraceae).

## Біоморфологічна характеристика
Це багаторічна рослина 20–30 см заввишки. Період цвітіння: червень — серпень. Рослина біло-повстяна, не залозиста. Квітконосні стебла 9–24 см, тонкі, прямовисні, з коротких товстих розгалужених каудій. Прикореневі листки утворюють щільні пучки, лопатоподібні, до 12 мм; стеблові листки лінійні, притиснуті до стебла. Голови численні зворотно-пірамідальні, 4–5 мм, зібрана в акуратні щільні щитки. філярії лимонно-жовті. Квіти всі двостатеві.

## Середовище проживання
Країни проживання: Україна (Крим), Грузія, Вірменія, Азербайджан, Туреччина (Анатолія), Іран, Ірак.
В Україні вид росте на яйлах та скелястих гірських схилах — у Криму, розсіяно по всіх гірських районах, зрідка у Степу.

## Використання
Декоративний вид.